# Ključ

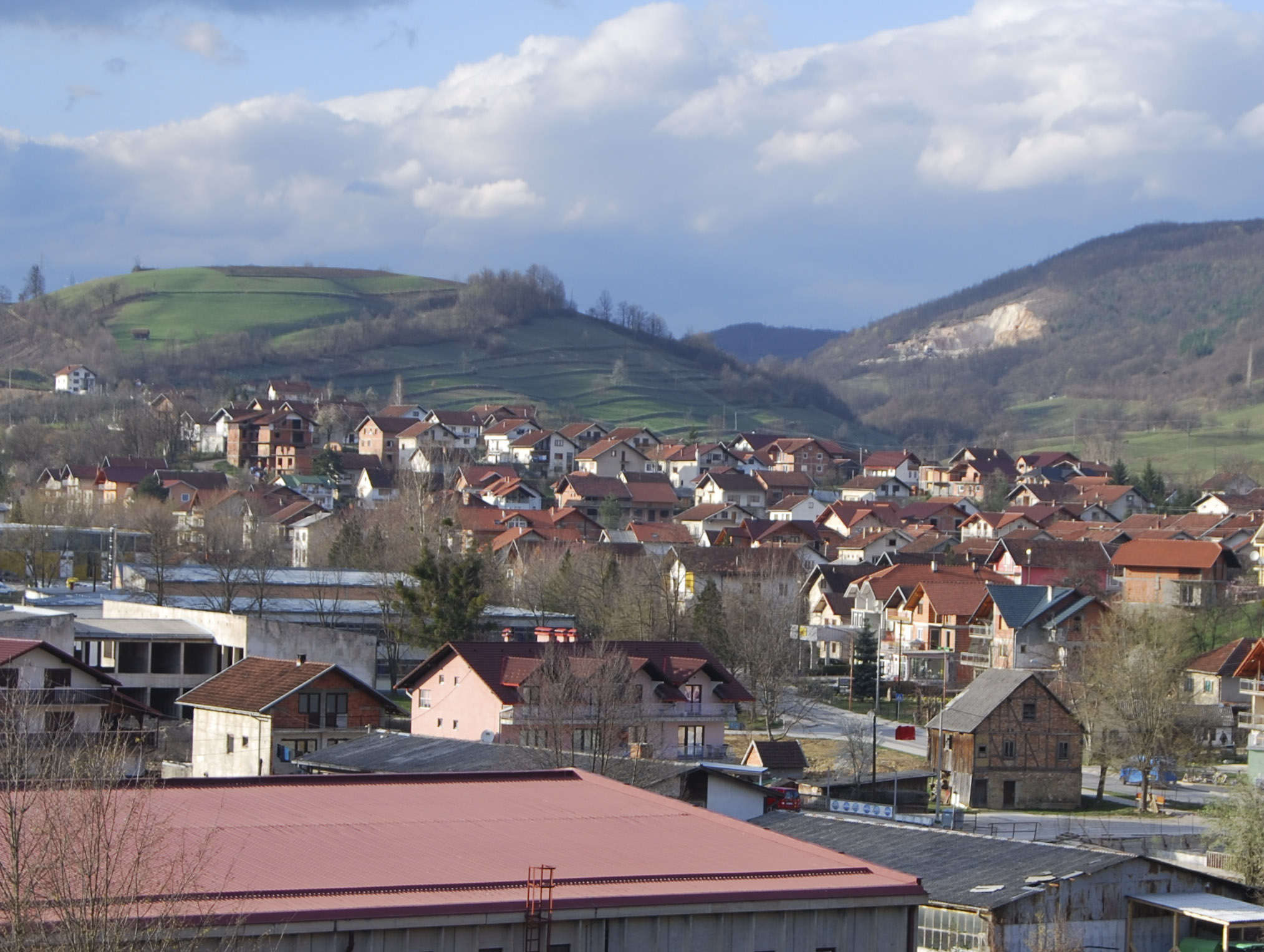
Ključ

Ključ (srbsky Кључ, albánsky Kluç, turecky Klivaç) je město a sídlo stejnojmenné opčiny v Bosně a Hercegovině v Unsko-sanském kantonu. Nachází se asi 34 km severozápadně od Mrkonjić Gradu, 87 km jihozápadně od Bihaće a asi 182 km severozápadně od Sarajeva. V roce 2013 žilo v Ključi 5 409 obyvatel, v celé opčině pak 18 714 obyvatel.
Součástí opčiny je celkem 31 trvale obydlených sídel. Největším sídlem je město Ključ, dalšími velkými vesnicemi jsou Sanica, Krasulje, Hadžići a Biljani Donji.
- Biljani Donji 1 245
- Biljani Gornji 145
- Budelj Gornji 67
- Crljeni 316
- Donje Ratkovo 54
- Donje Sokolovo 5
- Donji Ramići 23
- Donji Vojići 311
- Dubočani 286
- Gornji Ramići 397
- Gornji Vojići 195
- Hadžići 1 251
- Hasići 276
- Hripavci 568
- Humići 766
- Kamičak 902
- Ključ 5 409
- Kopjenica 45
- Korjenovo 5
- Krasulje 1 771
- Pištanica 27
- Plamenice 111
- Prhovo 27
- Rudenice 100
- Sanica 1 943
- Sanica Donja 667
- Sanica Gornja 65
- Velagići 573
- Velečevo 453
- Zavolje 5
- Zgon 662

Nacházejí se zde též zaniklé vesnice Gornje Ratkovo, Gornje Sokolovo, Jarice, Lanište, Ljubine, Međeđe Brdo, Mijačica, Peći, Prisjeka Donja a Prisjeka Gornja.
Městem protéká potok Ižnica, který se vlévá do řeky Sany.